# Ghania Hammadou
Ghania Hammadou est une journaliste et romancière algérienne née en 1953 à Alger.
Membre de l’équipe ayant relancé le quotidien Alger Républicain en 1989, elle participe à la création du journal Le Matin et en devient la première rédactrice en chef.
Elle quitte l’Algérie en 1993 à cause de la guerre civile et s’exile en France où elle se lance dans l’écriture de romans. Son œuvre est fortement teintée par la migration dans un contexte de guerre et à la condamnation de la violence.

## Biographie

### Jeunesse et études
Ghania Hammadou naît en 1953 dans la banlieue d’Alger et émigre avec sa famille dans une cité ouvrière du nord de la France à l’âge de six ans. Elle y passe son baccalauréat et poursuit ses études en droit.
Elle retourne en Algérie en 1974 pour étudier à l’École normale de journalisme d’Alger jusqu’en 1978.

### Carrière journalistique
Ghania Hammadou commence sa carrière de journaliste à l’hebdomadaire Révolution Africaine où elle travaille jusqu’en 1989. Elle le quitte pour participer à la relance du quotidien Alger Républicain.
En septembre 1991, elle cofonde Le Matin avec une équipe constituée autour de Mohamed Nenchicou. Elle en devient la première rédactrice en chef. 
En 1993, à la suite de nombreuses menaces de mort et de l’assassinat de quatre confrères, elle quitte le journal et l’Algérie pour retourner en France.

### Carrière littéraire
Ghania Hammadou se lance dans l’écriture de romans à partir de son arrivée en France. Le premier jour d'éternité, publié en 1997 dans la revue Algérie – littérature – action puis chez Marsa édition est étroitement lié à la réalité historique de l’Algérie des années 1990 et sa décennie noire,. Inspiré par sa propre histoire, il met en scène Myriem, journaliste exilée et confrontée à l’assassinat de son amant Aziz, homme de théâtre exécuté par des terroristes. Elle s’insurge contre la folie meurtrière qui s’est emparée du pays,.
Dans son second roman, Paris plus loin que la France, publié en 2001 chez Paris Méditerranée, Ghania Hammadou reprend le thème de la migration forcée mais cette fois dans le contexte de la guerre d’Algérie. Le récit est porté par des personnages féminins dont Mériem, cinq ans et sa mère Zahra. Il présente la situation de la femme algérienne au sein de sa famille ainsi que dans la société ainsi que les difficultés auxquelles étaient souvent confrontés les immigrés de la première génération,.
Ghania Hammadou publie en 2004 Bab-Errih : La Porte du vent chez Paris-Méditerranée, un roman dans lequel elle revient à l’époque de la guerre civile algérienne à travers deux personnages féminins, Selma, une femme algérienne qui refuse de quitter le pays par solidarité et Hélène, une journaliste française,.

## Publications
- Ghania Hammadou, Le premier jour d'éternité : roman, Marsa, 2001 (ISBN 9961-848-19-5 et 978-9961-848-19-7, OCLC 54454922, lire en ligne).
- Ghania Hammadou, Paris plus loin que la France, 2001 (ISBN 2-84272-109-8 et 978-2-84272-109-1, OCLC 47895878, lire en ligne).
- Ghania Hammadou, Bab-Errih, Paris-Méditerranée, 2004 (ISBN 2-84272-194-2 et 978-2-84272-194-7, OCLC 57057000, lire en ligne).
- Ghania, ... Impr. Barnéoud), Khalil et le fennec, Paris-Méditerranée, 2004 (ISBN 2-84272-220-5 et 978-2-84272-220-3, OCLC 469534354, lire en ligne).